# 鎮川の戦い
鎮川の戦い（日本語：チンチョンのたたかい、ちんせんのたたかい、韓国語：鎭川戰鬪、진천 전투）は、朝鮮戦争中の1950年7月に起きた大韓民国陸軍（以下韓国軍）及び朝鮮人民軍（以下人民軍）による戦闘。

## 経緯
1950年7月5日未明から韓国軍首都師団は成歓・天安で再編成した。翌6日夕に発令された作命第23号によって韓国軍第1軍団は首都師団を鎮川に急派した。人民軍第2師団は韓国軍第6師団第19連隊（連隊長：閔炳権大領）を圧迫して鎮川に迫っていたため、首都師団は迅速な対応策を講じなければならなかった。師団長の李俊植准将は到着した第1連隊を、再編成が完了していないにもかかわらず、鎮川北側の白谷川に配置して防御編成を実施させた。
人民軍第2師団は春川の戦闘で受けた損害を戦時動員によって補充を受け、兵力1万2000人余り、T-34戦車10両、SU-76自走砲12門、122ミリ榴弾砲26門などの各種砲で装備し、7月7日には先頭の連隊が鎮川北側の松林里まで進出していた。

## 部隊

### 韓国軍
- 第1軍団 軍団長：金弘壹少将
  - 首都師団 師団長：金錫源准将
    - 第1連隊 連隊長：李喜権中領、尹春根中領（7月15日から）
    - 第8連隊 連隊長：李賢進中領
    - 第18連隊 連隊長：任忠植大領
    - 第16連隊 連隊長：文容彩大領
    - 第20連隊 連隊長：朴基丙大領
    - 第17連隊 連隊長代理：金熈濬中領
    - 機甲連隊 連隊長：劉興守大領
    - 軍団第2砲兵中隊 中隊長：金燦福大尉

### 人民軍
- 第2軍団 軍団長：金光侠中将（7月10日から武亭中将）
  - 第2師団 師団長：崔賢少将

## 戦闘
7月7日、人民軍第2師団は鎮川に先遣された第1連隊第2中隊（中隊長：玉昌鎬中尉）を圧倒して鎮川南側4キロにある所乙山一帯に進出していた。李俊植准将と交代して師団長に就任した金錫源准将は直ちに師団主力を率いて北上した。
7月8日朝、首都師団が文案山を確保。第1連隊がチャ峠で整備している間、第8連隊と第18連隊が到着し、第2師団の第20連隊と第16連隊、第17連隊、機甲連隊、第1砲兵団1個中隊（M-2榴弾砲4門）が配属され、首都師団の戦力は増強した。金錫源准将は第20連隊に院徳里高地の奪還を命じ、第16連隊は九谷里に配置して師団の右翼を掩護させた。第20連隊は完全占領に到らず、翌日午前4時頃から始まった人民軍の逆襲で多大な損害を受け、所乙山東側に後退した。
7月9日、第2師団主力は南下して首都師団の陣地に近づいた。金錫源准将は全部隊に攻撃を開始させた。左翼の第17連隊は所命の高地を奪取し、右翼の第16連隊は鎮川東北郊にまで進出した。中央の第1連隊は砲兵の支援を受けて烽火山を奪取した。人民軍は烽火山を包囲して四周から手榴弾を投げたが第1連隊は支援射撃で周囲の人民軍を制圧した。しばらくして人民軍が反撃を開始し、第1連隊を撃退して烽火山を確保した。人民軍はさらに文案山の第18連隊に攻撃を加えた。
7月10日午前2時頃、人民軍の攻撃が開始され、左翼の第17連隊は山頂を巡って激戦が繰り広げられた。右翼の第16連隊でも激戦が展開されたが、優勢な人民軍に包囲され崩壊に瀕しており、首都師団は中央の文案山と所乙山を辛うじて確保していた状況であった。
7月11日未明、人民軍の主力が柏谷川河畔を突破して首都師団の右側背に迫った。金錫源准将は第18連隊に文案山正面を攻撃させたが、兵力差でどうにもならなかった。やがて戦車5両が本道上を南下して所乙山を確保中の第1連隊の背後に回った。金錫源准将はやむなく清州への後退を命じた。首都師団は美湖川の橋を爆破して清州北側で隊伍を整えた。人民軍は後退する韓国軍を追撃しようとしたがB-29とB-26の編隊に爆撃され大打撃を受けた。